# حي باتيس (أبين)
حي باتيس هو أحد أحياء مديرية خنفر في محافظة أبين اليمنية. يبلغ تعداد سكانه 5313 نسمة حسب التعداد السكاني في اليمن لعام 2004.